# Aleksandr Kótov
Aleksandr Aleksàndrovitx Kótov (Алекса́ндр Алекса́ндрович Ко́тов), (Tula, Rússia (llavors Imperi Rus), 12 d'agost de 1913 – Moscou, 8 de gener de 1981) fou un jugador i escriptor d'escacs soviètic. Fou un cop Campió soviètic, el 1948, i dos cops candidat al Campionat del Món. El 1950 fou un dels 27 primers jugadors guardonats al món amb el títol de Gran Mestre Internacional de la FIDE.
Kotov va treballar en llocs de responsabilitat a la Federació Soviètica d'Escacs, i molts dels seus llibres foren escrits durant l'època de la guerra freda entre els Estats Units i l'URSS, de manera que a les seves obres s'hi percep una visió negativa dels jugadors americans, mentre que els russos són descrits des d'una òptica particularment positiva. En general, els llibres de Kotov inclouen lloances al sistema soviètic. Per exemple, al llibre (de 1958) "L'escola Soviètica d'Escacs" (que va escriure juntament amb en Mikhaïl Iudóvitx), hi afirma que "L'auge de l'Escola Soviètica d'Escacs és el resultat lògic de l'elevat desenvolupament cultural socialista". En aquell moment, sentències com aquesta eren prou controvertides a Occident, de manera que els editors occidentals, en les seves versions dels llibres, hi introduïren avisos com el que inclogué Dover Publications, a la seva edició de 1961 de The Soviet School of Chess, que deia: "...aquesta mena de literatura, tot i que és útil per a la comprensió del joc, pot ser sovint mal entesa. Els editors d'aquesta edició de Dover són conscients que els lectors tindran en compte les tècniques de propaganda emprades, fins i tot en la història dels escacs, per la Unió Soviètica."
Tot i les incursions de Kotov en l'àmbit polític, els seus llibres eren perspicaços i informatius, i estaven escrits en un estil agradable. Sovint citava històries de primera mà referents a incidents relacionats amb mestres famosos, la majoria dels quals va conèixer personalment. Aquestes anècdotes personals entretingudes i instructives han contribuït al fet que els seus llibres continuïn essent populars entre els jugadors d'escacs d'una àmplia varietat de nacionalitats i forces de joc.

## Biografia
Se sap poc de la infància i joventut escaquística de Kótov. La seva família era de classe obrera. Va estudiar i es va llicenciar en enginyeria. El 1939, es traslladà a viure a Moscou.

## Resultats destacats en competició
Tot i que és especialment recordat com a escriptor d'escacs, en Kotov va obtenir gran nombre de bons resultats en competició. Un dels seus millors resultats primerencs fou el segon lloc al Campionat de l'URSS del 1939, on perdé la ronda final contra Mikhaïl Botvínnik. Aquest resultat el va convertir en Gran Mestre soviètic, essent el tercer jugador en obtenir-lo, després de Botvínnik i de Grigori Löwenfisch. Fou Campió de Moscou el 1941.
El 1945 va jugar al cinquè tauler de l'equip soviètic en el matx per ràdio per equips entre els Estats Units i l'URSS, derrotant en les dues partides Isaac Kashdan. Va esdevenir Campió Soviètic (conjuntament amb David Bronstein) el 1948, i guanyà el Torneig de Venècia de 1950, per davant de Vassili Smislov.
Obtingué el títol de Gran Mestre Internacional de banda de la FIDE el 1950. En aquell moment, en Kotov va assolir també càrrecs elevats a la Federació Soviètica.
Al primer Torneig de Candidats, el 1950 (el torneig que servia per determinar qui disputaria el títol al Campió del Món Botvínnik), celebrat a Budapest, hi puntuà 8.5/18. S'havia classificat per a l'esdeveniment tot acabant quart a l'Interzonal d'Estocolm de 1948, amb una puntuació de 11.5/19.
Potser el seu millor resultat l'aconseguí el 1952, a l'Interzonal de Saltsjöbaden, que va guanyar amb una puntuació de 16.5/20, tres punts sencers per davant de Tigran Petrossian i de Mark Taimànov, i sense perdre cap partida. Al subsegüent Torneig de Candidats de Zuric de 1953, hi puntuà 14/28, essent 8è, i fou l'únic que va aconseguir guanyar una partida contra el vencedor del torneig, Vassili Smislov).
Kotov va representar l'URSS a les Olimpíades d'escacs de 1952 i 1954, contribuint a les medalles d'or assolides per l'equip soviètic. Els dos cops fou el segon suplent de l'equip; a Hèlsinki 1952 hi puntuà 2/3, mentre que a Amsterdam 1954, hi puntuà 4/6. Després de 1960, participà només en torneigs fora de l'URSS, i obtingué un primer lloc empatat amb Svetozar Gligorić a Hastings el 1962, mig punt per davant de Smislov.

### Rànquing mundial
El seu millor rànquing Elo s'ha estimat en 2753 punts, l'abril de 1950, moment en què tenia 36 anys, cosa que el situaria en 4t lloc mundial en aquella data. Segons chessmetrics, va ser el 3r millor jugador mundial el setembre de 1950.

## Escriptor
Kotov era un gran admirador del joc del Campió del Món Aleksandr Alekhin, i va escriure una extensa biografia en quatre volums sobre la seva vida i carrera escaquística, que foren publicats entre 1953 i 1958. Aquesta obra va contribuir significativament a la rehabilitació de la figura d'Alekhin a la Unió Soviètica.
És molt coneguda la seva trilogia de llibres Think Like a Grandmaster, Play Like a Grandmaster, i Train Like a Grandmaster, especialment el primer, un dels llibres d'escacs més venuts de tots els temps, que fou traduït del rus a l'anglès ja el 1971, i és un llibre que estudia el mètode de pensament que cal fer servir durant una partida. El mètode de Kotov basat a trobar jugades candidates i examinar-les metòdicament fins a construir un "arbre d'anàlisi" és encara avui molt conegut.
Kotov va contribuir també com a analista a la publicació iugoslava Enciclopèdia d'Obertures d'Escacs (ECO, en acrònim anglès), que es va començar a publicar el 1974, i en la sèrie de llibres associats Chess Informator.
La importància i profunditat de l'obra de Kotov el mantenen encara avui com un dels més grans escriptors d'escacs de tots els temps.

## Estil de joc
Kotov va desenvolupar un agut estil de joc, i no tenia por de les complicacions sobre el tauler, de manera que hi entrava fins i tot contra els més forts oponents. Va practicar especialment obertures tancades amb blanques, i la defensa siciliana amb negres.

## Partides destacades
- Aleksandr Kótov vs Aleksandr Tóluix, Campionat de Leningrad de 1938, Defensa Neo-Grunfeld (D76), 1-0.
- Aleksandr Kótov vs Tigran Petrossian, Campionat de l'URSS, Moscou 1949, gambit de dama, variant del canvi (D36), 1-0 Petrossian, futur Campió del món, perd una partida que mai no oblidaria, caient en una trampa d'obertura i havent-se de rendir en només 13 moviments.
- Aleksandr Kótov vs Paul Keres, Torneig de Candidats de Budapest 1950, Defensa NimzoÍndia, Variant Saemisch (E24), 1-0 Kotov estava prop del seu millor moment, i infligí una costosa derrota a Keres.
- Iuri Averbakh vs Aleksandr Kótov, Torneig de Candidats de Zuric de 1953, Defensa índia Antiga (A55), 0-1 La més famosa partida de Kotov, una de les millors combinacions de sacrifici de tots els temps, en què les negres entreguen la dama a canvi de pressió de llarga durada que acaba conduint al mat.

## Obres
- Alexander Alekhine, d'Aleksandr Kótov, quatre volums, Moscou, 1953-1958.
- The Art of the Middle Game, de Paul Keres i Aleksandr Kótov (traduït del rus per Harry Golombek), Londres, Dover 1962, ISBN 0-486-26154-9
- Think Like a Grandmaster, d'Aleksandr Kótov (traduït del rus per Bernard Cafferty), Londres, Batsford 1971, (Algebraic Edition 2003) ISBN 0-7134-7885-3
- Play Like a Grandmaster, d'Aleksandr Kótov (traduït del rus per Bernard Cafferty), Londres, Batsford 1973, {Algebraic Edition 2003} ISBN 0-7134-1807-9
- World Championship Interzonals: Leningrad—Petropolis 1973, de R.G. Wade, L.S. Blackstock, i Aleksandr Kótov, New York, RHM Chess Publishing 1974, ISBN 0-213-42851-2
- Train Like a Grandmaster, d'Aleksandr Kótov (traduït del rus per Bernard Cafferty), Londres, Batsford 1981, ISBN 0-7134-3609-3
- Chess Tactics, d'Aleksandr Kótov (traduït del rus i editat per John Littlewood), Londres, Batsford 1983, ISBN 0-7134-2562-8
- Grandmaster at Work, d'Aleksandr Kótov (primera edició en anglès), Macon, American Chess Promotions 1990, ISBN 0-939298-86-4
- The Soviet School of Chess, d'Aleksandr Kótov i Mikhaïl Iudóvitx, Los Angeles, University Press of the Pacific 2001, ISBN 0-89875-415-1